# Aurearenophyceae
Classe
Les Aurearenophyceae sont une classe d’algues de l’embranchement des Ochrophyta.

## Liste des ordres
Selon World Register of Marine Species (12 mars 2022) :
- ordre des Aurearenales

AlgaeBase (12 mars 2022) ne référence pas cette classe, elle range les Aurearenales dans la classe des Phaeothamniophyceae.